# Hampton Court Park

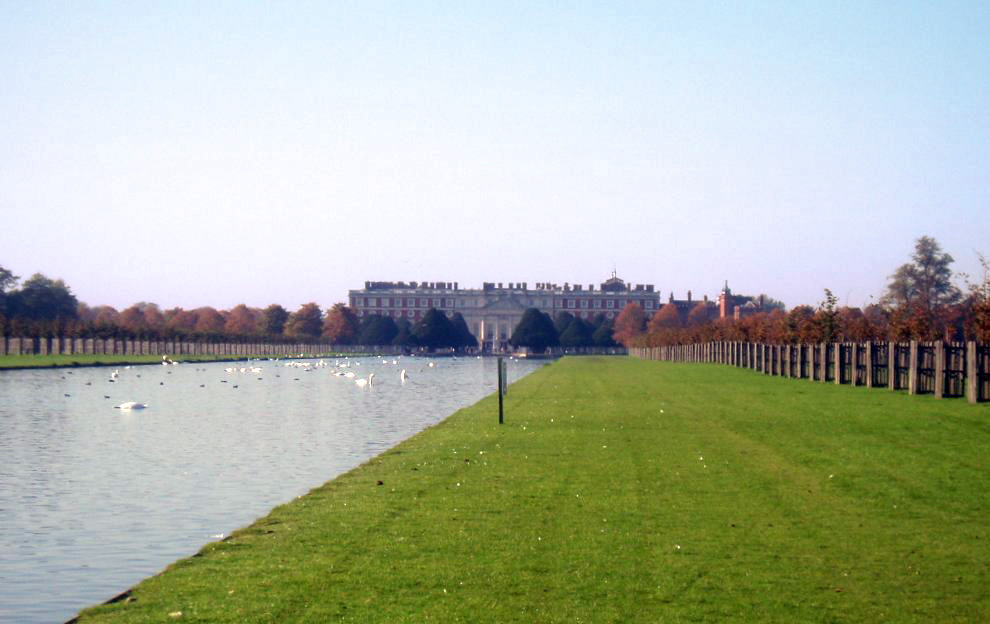
Hampton Court, depuis le parc

Hampton Court Park est un parc royal fortifié géré par les palais royaux historiques. Le parc se situe entre les jardins du Château de Hampton Court et Kingston upon Thames et Surbiton dans le sud-ouest de Londres, en Angleterre. En 2014, une partie du parc a été désignée site biologique d'intérêt scientifique spécial (avec Bushy Park et Hampton Court Golf Course). Il occupe la majeure partie du méandre final (le plus bas) des tronçons de la Tamise et est principalement divisé entre un parcours de golf, des prairies entrecoupées d'arbres utilisés par les cerfs, le pâturage saisonnier pour les chevaux et la faune. Un coin du parc est utilisé chaque année pour le Hampton Court Flower Show et la partie la plus proche du palais a le Long Water — un ensemble d'étangs ou de lacs conçus, alimentés par l'eau de la rivière Colne lointaine, tout comme les corps d'eau dans le parc voisin, Bushy Park ,,. 

## Emplacement
Vie végétale et animale
Hampton Court Park est un parc clos d'environ 280 hectares, avec un troupeau de daims, et est ouvert au public depuis 1894. Il est documenté que le cardinal Wolsey a enfermé un mur d'environ 2 000 acres pour former ce parc et Bushy Park pour son achat et sa reconstruction en une maison exceptionnellement grande sur l'ancien manoir de Hampton. Il a formé ce qui est devenu avant sa mort Hampton Court Palace, repris par Henry VIII. Le roi était un chasseur passionné et avait utilisé le parc pour l'élevage de lapins et / ou de lièvres, faisans et perdrix . 
L'inventaire des marchandises de Cromwell, réalisé en 1659, y dénombre environ 700 cerfs, contre environ 1 700 cerfs et environ 30 cerfs rouges à Bushy Park . 
Chêne médiéval
Un arbre, appelé le chêne médiéval (ou chêne de Methuselah), dans l'un des départs du terrain de golf dans la partie sud du parc, aurait 750 ans. 

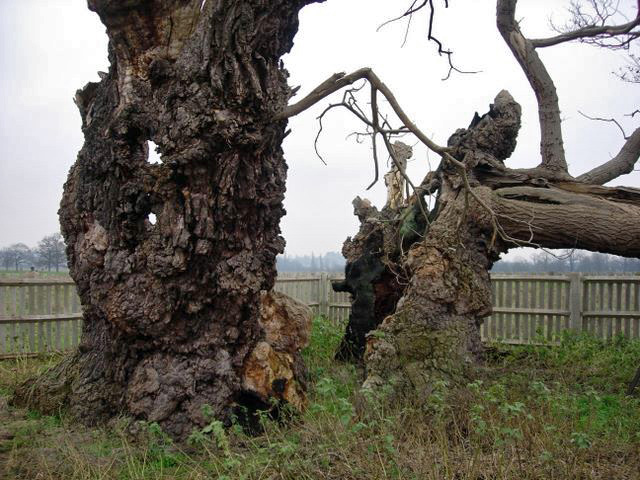
Le chêne médiéval aurait 750 ans.

Prairie d'eau drainée depuis la période médiévale
Une urgence conditionne une prairie d'inondation, en cours de planification (zone d'inondation 2 ou 3, et principalement dans des zones à risque d'inondation à long terme réparties dans ses quatre catégories (risque très faible à élevé) ,. Un risque élevé, affectant une petite partie, signifie que chaque année, cette zone a un risque d'inondation supérieur à 3,3%. 
Au nord de la route et d'un groupe de maisons reliées aux parcs se trouve un ensemble étroit de Paddocks et de Bushy Park ; les Royal Mews font paître leurs chevaux sur le parc en été. 
The Long Water, homonyme d'un lac bien plus fréquenté dans les jardins de Kensington (The Long Water), coule doucement dans le parc à peu près vers l'est depuis l'arrière du palais de Hampton Court se terminant à la fontaine du Jubilé d'or. Ce lac fut construit dans une manière plutôt similiare que celle du Grand Canal de Versailles, sauf qu'il se trouve dans un axe ouest-est au lieu de est-ouest et il n'y a pas de branche perpendiculaire.   

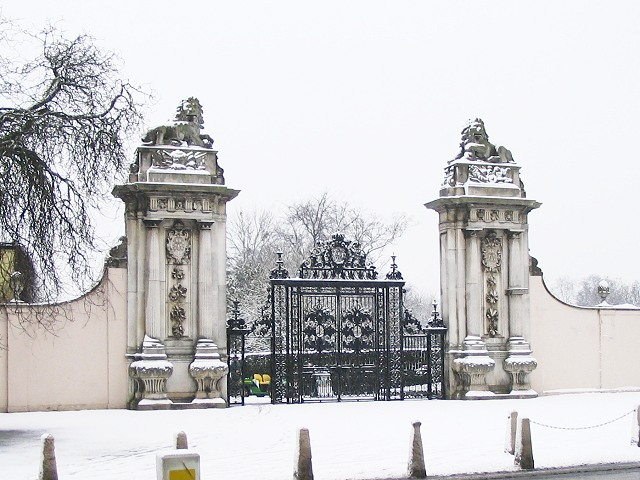
Lion Gate
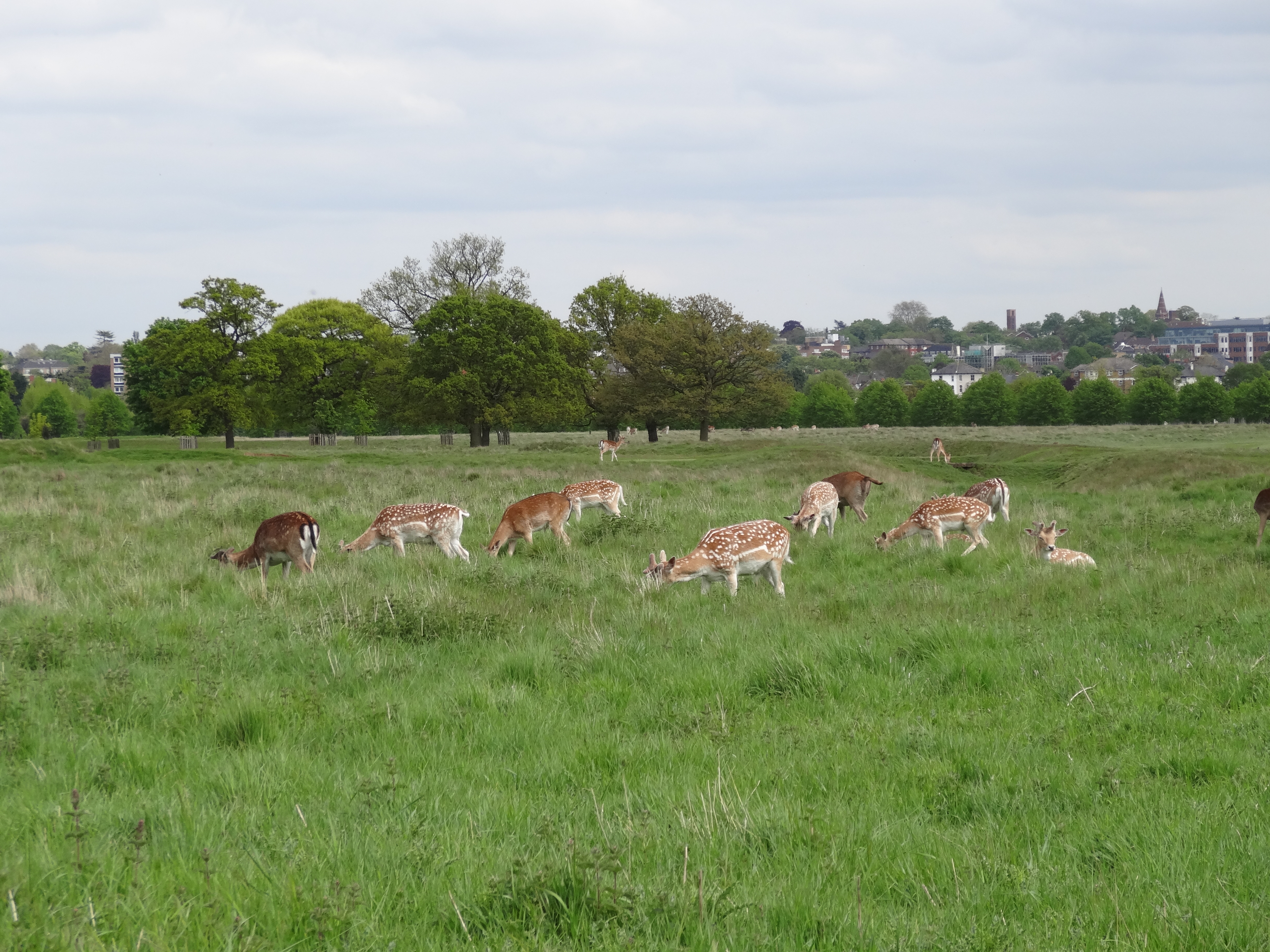
Daims dans le parc
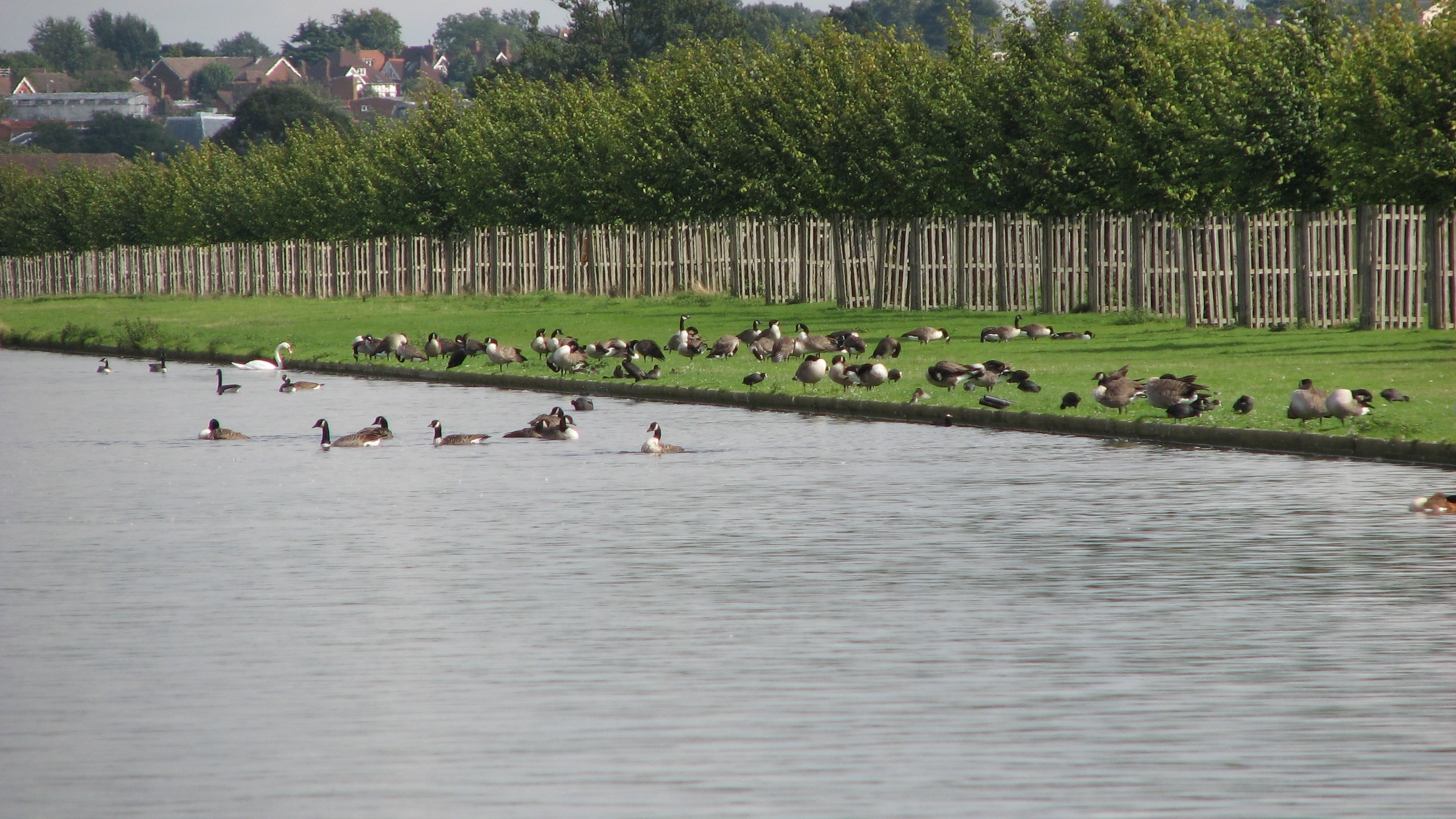
Long Water
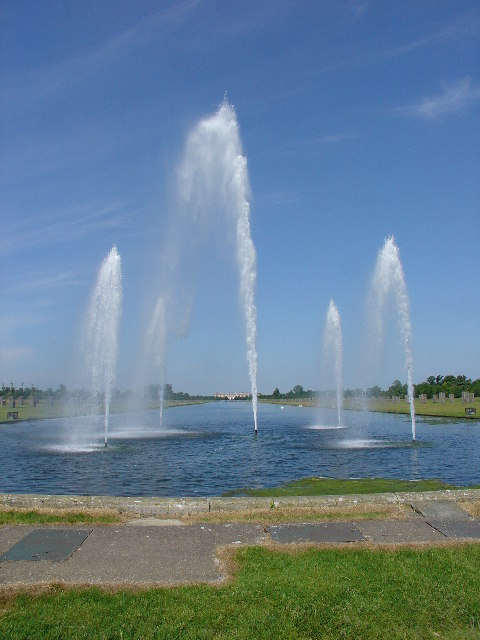
The Long Water

## Exposition de fleurs
Le Hampton Court Flower Show annuel a lieu dans 10 hectares du parc. Il est organisé par la Royal Horticultural Society et a commencé en 1990. Beaucoup le préfèrent au Chelsea Flower Show, plus connu, car il y a plus d'espace et des plantes et du matériel peuvent être achetés sur le salon. Comme c'est l'un des événements les plus populaires au monde de ce type, des embouteillages importants peuvent se former.  

## Voir également
- Château de Hampton Court